# Tour de France 2025/15. Etappe
Die 15. Etappe der Tour de France 2025 fand am 20. Juli 2025 statt. Sie führte die 112. Austragung des französischen Etappenrennens aus den Pyrenäen in die Montagne Noire. Der Start erfolgte in Muret, ehe es über 169,3 hüglige Kilometer nach Carcassonne ging. Nach der Zielankunft hatten die Fahrer insgesamt 2389 Kilometer absolviert, was 71,55 % der Gesamtdistanz entsprach.
Nach der Etappe wurde der 2. Ruhetag am 21. Juli 2025 in Montpellier abgehalten.

## Streckenführung
Der neutralisierte Start erfolgte in Muret, ehe das Rennen auf der D12 freigegeben wurde.
Nach dem offiziellen Start führten die ersten Kilometer auf großteils flachen Straßen über Lagardelle-sur-Lèze, Auterive und Nailloux ins westliche Villefranche-de-Lauragais, ehe der Zwischensprint nach 59,8 Kilometern in Saint-Félix-Lauragais ausgefahren wurde. Bei Revel erreichten die Fahrer schließlich nach rund 70 Kilometern die Montagne Noire, wobei auf der Côte de Saint-Ferréol (350 m) bei Kilometer 72,8 die erste Bergwertung abgenommen wurde. Diese wies auf einer Länge von 1700 Metern eine durchschnittliche Steigung von 7 % auf und galt als Anstieg der 3. Kategorie. Nach einer kurzen Abfahrt begann die Straße in Sorèze erneut anzusteigen und es ging auf die Côte de Sorèze (702 m), wo erneut eine Bergwertung der 3. Kategorie auf der D45 unweit des Parkplatz von Hêtre de Saint-Jammes abgenommen wurde. Der 6,2 Kilometer lange Anstieg wies dabei eine durchschnittliche Steigung von 5,5 % auf, wobei auf der Kuppe nach 86,6 Kilometern eine weitere  die Bergwertung erfolgte. Im Anschluss führte die D12 bergab nach Dourgne, ehe es flach nach Escoussens ging. Dann erfolgte die Auffahrt auf den Pas du Sant (610 m), der für 2,9 Kilometer mit 10,2 % anstieg und nach 116,6 Kilometern als Bergwertung der 2. Kategorie überquert wurde. Mit dem Erreichen der Kuppe flachte die Straße jedoch nicht ab, sondern führte für rund 13 weitere Kilometer auf den höheren Col de Fontbruno, wo jedoch keine Bergwertung abgenommen wurde. Von dem höchsten Punkt auf rund 880 Metern Höhe, ging es dann leicht abschüssig über Laprade, Les Martys und Cuxac-Cabardès nach Villemoustaussou, wo die Straße acht Kilometer vor dem Ziel abflachte.
Die letzten Kilometer führten auf der D118 ins Zentrum von Carcassonne. Über die N113 ging es entlang der Altstadt zum Square Gambetta, bevor die Aude über die Pont Neuf passiert wurde. Wenig später befand sich der Zielstrich auf der Avenue du Général Leclerc, wobei sich die letzte Kurve rund 500 Meter vor dem Ziel befand.
|                            | Ort                   | Kilometer | Länge (km) | Höhe (m) | Ø Steigung | max. Steigung |
| -------------------------- | --------------------- | --------- | ---------- | -------- | ---------- | ------------- |
| neutralisierter Start      | Muret                 |           |            |          |            |               |
| offizieller Start          | Muret (D12)           | 0         |            |          |            |               |
| Zwischensprint             | Saint-Félix-Lauragais | 59,8      |            |          |            |               |
| Bergwertung (3. Kategorie) | Côte de Saint-Ferréol | 72,8      | 1,7        | 350      | 7 %        | unbekannt     |
| Bergwertung (3. Kategorie) | Côte de Sorèze        | 86,6      | 6,2        | 702      | 5,5 %      | unbekannt     |
| Bergwertung (2. Kategorie) | Pas du Sant           | 116,6     | 2,9        | 610      | 10,2 %     | unbekannt     |
| Ziel                       | Carcassonne           |           |            |          |            |               |

## Ergebnis
| \| Etappenergebnis \| Etappenergebnis \| Etappenergebnis \| Etappenergebnis \| Etappenergebnis \| \| Fahrer \| Fahrer \| Land \| Team \| Zeit \| \| --------------- \| ------------------ \| ---------------- \| -------------------------- \| --------------- \| \| 1. \| Tim Wellens \| Belgien \| UAE Team Emirates XRG \| 3 h 34 min 43 s \| \| 2. \| Victor Campenaerts \| Belgien \| Team Visma \\| Lease a Bike \| + 1 min 28 s \| \| 3. \| Julian Alaphilippe \| Frankreich \| Tudor Pro Cycling Team \| + 1 min 36 s \| \| 4. \| Wout van Aert \| Belgien \| Team Visma \\| Lease a Bike \| + 1 min 36 s \| \| 5. \| Axel Laurance \| Frankreich \| Ineos Grenadiers \| + 1 min 36 s \| \| 6. \| Alexander Wlassow \| Neutrales Banner \| Red Bull-Bora-Hansgrohe \| + 1 min 36 s \| \| 7. \| Paul Penhoët \| Frankreich \| Groupama-FDJ \| + 1 min 36 s \| \| 8. \| Jordan Jegat \| Frankreich \| Team TotalEnergies \| + 1 min 36 s \| \| 9. \| Michael Valgren \| Dänemark \| EF Education-EasyPost \| + 1 min 36 s \| \| 10. \| Valentin Madouas \| Frankreich \| Groupama-FDJ \| + 1 min 36 s \| |                    |                  |                            |                 |
| |                    |                  |                            |                 |
| Quellen: ProCyclingStats Cycling Quotient |                    |                  |                            |                 |
| Etappenergebnis |                    |                  |                            |                 |
| Fahrer | Fahrer             | Land             | Team                       | Zeit            |
| 1. | Tim Wellens        | Belgien          | UAE Team Emirates XRG      | 3 h 34 min 43 s |
| 2. | Victor Campenaerts | Belgien          | Team Visma \| Lease a Bike | + 1 min 28 s    |
| 3. | Julian Alaphilippe | Frankreich       | Tudor Pro Cycling Team     | + 1 min 36 s    |
| 4. | Wout van Aert      | Belgien          | Team Visma \| Lease a Bike | + 1 min 36 s    |
| 5. | Axel Laurance      | Frankreich       | Ineos Grenadiers           | + 1 min 36 s    |
| 6. | Alexander Wlassow  | Neutrales Banner | Red Bull-Bora-Hansgrohe    | + 1 min 36 s    |
| 7. | Paul Penhoët       | Frankreich       | Groupama-FDJ               | + 1 min 36 s    |
| 8. | Jordan Jegat       | Frankreich       | Team TotalEnergies         | + 1 min 36 s    |
| 9. | Michael Valgren    | Dänemark         | EF Education-EasyPost      | + 1 min 36 s    |
| 10. | Valentin Madouas   | Frankreich       | Groupama-FDJ               | + 1 min 36 s    |

## Gesamtstände
| \| Gesamtwertung \| Gesamtwertung \| Gesamtwertung \| Gesamtwertung \| Gesamtwertung \| \| Fahrer \| Fahrer \| Land \| Team \| Zeit \| \| ------------- \| -------------------------- \| ---------------------- \| -------------------------- \| ---------------- \| \| 1. \| Tadej Pogačar \| Slowenien \| UAE Team Emirates XRG \| 54 h 20 min 44 s \| \| 2. \| Jonas Vingegaard \| Dänemark \| Team Visma \\| Lease a Bike \| + 4 min 13 s \| \| 3. \| Florian Lipowitz \| Deutschland \| Red Bull-Bora-Hansgrohe \| + 7 min 53 s \| \| 4. \| Oscar Onley \| Vereinigtes Königreich \| Team Picnic-PostNL \| + 9 min 18 s \| \| 5. \| Kévin Vauquelin \| Frankreich \| Arkéa-B&B Hotels \| + 10 min 21 s \| \| 6. \| Primož Roglič \| Slowenien \| Red Bull-Bora-Hansgrohe \| + 10 min 34 s \| \| 7. \| Felix Gall \| Österreich \| Decathlon-AG2R La Mondiale \| + 12 min 00 s \| \| 8. \| Tobias Halland Johannessen \| Norwegen \| Uno-X Mobility \| + 12 min 35 s \| \| 9. \| Carlos Rodríguez \| Spanien \| Ineos Grenadiers \| + 18 min 26 s \| \| 10. \| Ben Healy \| Irland \| EF Education-EasyPost \| + 18 min 41 s \| |                            |                        |                            |                  |
| |                            |                        |                            |                  |
| Quellen: ProCyclingStats Cycling Quotient |                            |                        |                            |                  |
| Gesamtwertung |                            |                        |                            |                  |
| Fahrer | Fahrer                     | Land                   | Team                       | Zeit             |
| 1. | Tadej Pogačar              | Slowenien              | UAE Team Emirates XRG      | 54 h 20 min 44 s |
| 2. | Jonas Vingegaard           | Dänemark               | Team Visma \| Lease a Bike | + 4 min 13 s     |
| 3. | Florian Lipowitz           | Deutschland            | Red Bull-Bora-Hansgrohe    | + 7 min 53 s     |
| 4. | Oscar Onley                | Vereinigtes Königreich | Team Picnic-PostNL         | + 9 min 18 s     |
| 5. | Kévin Vauquelin            | Frankreich             | Arkéa-B&B Hotels           | + 10 min 21 s    |
| 6. | Primož Roglič              | Slowenien              | Red Bull-Bora-Hansgrohe    | + 10 min 34 s    |
| 7. | Felix Gall                 | Österreich             | Decathlon-AG2R La Mondiale | + 12 min 00 s    |
| 8. | Tobias Halland Johannessen | Norwegen               | Uno-X Mobility             | + 12 min 35 s    |
| 9. | Carlos Rodríguez           | Spanien                | Ineos Grenadiers           | + 18 min 26 s    |
| 10. | Ben Healy                  | Irland                 | EF Education-EasyPost      | + 18 min 41 s    |

| Punktewertung | Punktewertung        | Punktewertung      | Punktewertung              | Punktewertung |
| Fahrer        | Fahrer               | Land               | Team                       | Punkte        |
| ------------- | -------------------- | ------------------ | -------------------------- | ------------- |
| 1.            | Jonathan Milan       | Italien            | Lidl-Trek                  | 251 P.        |
| 2.            | Tadej Pogačar        | Slowenien          | UAE Team Emirates XRG      | 223 P.        |
| 3.            | Mathieu van der Poel | Niederlande        | Alpecin-Deceuninck         | 210 P.        |
| 4.            | Biniam Girmay        | Eritrea            | Intermarché-Wanty          | 169 P.        |
| 5.            | Tim Merlier          | Belgien            | Soudal Quick-Step          | 150 P.        |
| 6.            | Jonas Vingegaard     | Dänemark           | Team Visma \| Lease a Bike | 135 P.        |
| 7.            | Anthony Turgis       | Frankreich         | Team TotalEnergies         | 130 P.        |
| 8.            | Quinn Simmons        | Vereinigte Staaten | Lidl-Trek                  | 93 P.         |
| 9.            | Arnaud De Lie        | Belgien            | Lotto                      | 92 P.         |
| 10.           | Jonas Abrahamsen     | Norwegen           | Uno-X Mobility             | 90 P.         |

| Bergwertung | Bergwertung            | Bergwertung | Bergwertung                | Bergwertung |
| Fahrer      | Fahrer                 | Land        | Team                       | Punkte      |
| ----------- | ---------------------- | ----------- | -------------------------- | ----------- |
| 1.          | Lenny Martinez         | Frankreich  | Bahrain Victorious         | 60 P.       |
| 2.          | Tadej Pogačar          | Slowenien   | UAE Team Emirates XRG      | 52 P.       |
| 3.          | Thymen Arensman        | Niederlande | Ineos Grenadiers           | 48 P.       |
| 4.          | Jonas Vingegaard       | Dänemark    | Team Visma \| Lease a Bike | 39 P.       |
| 5.          | Michael Woods          | Kanada      | Israel-Premier Tech        | 38 P.       |
| 6.          | Florian Lipowitz       | Deutschland | Red Bull-Bora-Hansgrohe    | 24 P.       |
| 7.          | Ben Healy              | Irland      | EF Education-EasyPost      | 20 P.       |
| 8.          | Michael Storer         | Australien  | Tudor Pro Cycling Team     | 19 P.       |
| 9.          | Valentin Paret-Peintre | Frankreich  | Soudal Quick-Step          | 16 P.       |
| 10.         | Bruno Armirail         | Frankreich  | Decathlon-AG2R La Mondiale | 15 P.       |

| Nachwuchswertung | Nachwuchswertung   | Nachwuchswertung       | Nachwuchswertung        | Nachwuchswertung  |
| Fahrer           | Fahrer             | Land                   | Team                    | Zeit              |
| ---------------- | ------------------ | ---------------------- | ----------------------- | ----------------- |
| 1.               | Florian Lipowitz   | Deutschland            | Red Bull-Bora-Hansgrohe | 54 h 28 min 37 s  |
| 2.               | Oscar Onley        | Vereinigtes Königreich | Team Picnic-PostNL      | + 1 min 25 s      |
| 3.               | Kévin Vauquelin    | Frankreich             | Arkéa-B&B Hotels        | + 2 min 28 s      |
| 4.               | Carlos Rodríguez   | Spanien                | Ineos Grenadiers        | + 10 min 33 s     |
| 5.               | Ben Healy          | Irland                 | EF Education-EasyPost   | + 10 min 48 s     |
| 6.               | Romain Grégoire    | Frankreich             | Groupama-FDJ            | + 1 h 03 min 29 s |
| 7.               | Ilan Van Wilder    | Belgien                | Soudal Quick-Step       | + 1 h 18 min 03 s |
| 8.               | Raúl García Pierna | Spanien                | Arkéa-B&B Hotels        | + 1 h 21 min 03 s |
| 9.               | Joseph Blackmore   | Vereinigtes Königreich | Israel-Premier Tech     | + 1 h 21 min 52 s |
| 10.              | Quinn Simmons      | Vereinigte Staaten     | Lidl-Trek               | + 1 h 34 min 21 s |

| Mannschaftswertung | Mannschaftswertung              | Mannschaftswertung           | Mannschaftswertung |
| Team               | Team                            | Land                         | Zeit               |
| ------------------ | ------------------------------- | ---------------------------- | ------------------ |
| 1.                 | Team Visma \| Lease a Bike      | Niederlande                  | 163 h 35 min 17 s  |
| 2.                 | UAE Team Emirates XRG           | Vereinigte Arabische Emirate | + 16 min 51 s      |
| 3.                 | Red Bull-BORA-hansgrohe         | Deutschland                  | + 50 min 38 s      |
| 4.                 | Decathlon AG2R La Mondiale Team | Frankreich                   | + 52 min 38 s      |
| 5.                 | Arkéa-B&B Hotels                | Frankreich                   | + 52 min 39 s      |
| 6.                 | Ineos Grenadiers                | Vereinigtes Königreich       | + 1 h 30 min 10 s  |
| 7.                 | Groupama-FDJ                    | Frankreich                   | + 1 h 38 min 29 s  |
| 8.                 | Movistar Team                   | Spanien                      | + 1 h 44 min 22 s  |
| 9.                 | XDS Astana Team                 | Kasachstan                   | + 1 h 55 min 57 s  |
| 10.                | EF Education-EasyPost           | Vereinigte Staaten           | + 2 h 04 min 50 s  |

## Ausgeschiedene Fahrer
- Lennert Van Eetvelt (Lotto): wegen Verletzungen, die er sich bei einem Sturz auf der 2. Etappe und wenige Wochen zuvor bei den Belgischen Meisterschaften zuzog, nicht gestartet[3][4]